# Jakob von Utfall
Jakob von Utfall, född 4 december 1715, död 10 juni 1791 på Nääs slott i Skallsjö socken, var en svensk sjökapten och direktör i Svenska Ostindiska kompaniet. Han var far till Johan von Utfall.
Jakob von Utfall var son till Jean von Utfall och Maria Helena Göthenstierna. Han kom tidigt i tjänst hos Ostindiska kompaniet och var superkargör på dess skepp Riddarhuset 1740–1742 samt kapten på Fridericus Rex 1744–1745, varefter han utnämndes till direktör inom kompaniet. Han tycks ha varit en framstående affärsman men även intresserad av industriella företag, bland annat i Alingsås. Med tiden samlade han en betydande förmögenhet, inköpte godsen Högsboholm och Nääs. Utfall samlade även ett betydande bibliotek. Han invaldes 1779 i Vetenskapsakademien.